# Stefansfeld (Salem)
Stefansfeld ist ein Dorf in der Gemeinde Salem in direkter Nähe des ehemaligen Zisterzienserklosters Salem. Beide zusammen bilden den Ortsteil Salem der gleichnamigen Gemeinde, ein Teil von Stefansfeld liegt aber auf der Gemarkung des Ortsteils Weildorf.

## Geographie

### Ausdehnung des Gebiets
Die Fläche der Gemarkung Salem beträgt 7,44 km², die Gesamtfläche der Gemeinde Salem 62,6 km².

## Geschichte
Funde belegen, dass es bereits in der Jungstein- und Bronzezeit Siedlungen im Salemer Tal und in Stefansfeld gab. Hügelgräber, die im Hardtwald bei Stefansfeld gefunden wurden, stammen aus der Eisenzeit und wurden von den Kelten, die zu der damaligen Zeit die Bodenseeregion beherrschten, angelegt. In der Zeit von 1134 bis 1595 wird das Kloster Salem in der Nähe von Salmannsweiler, dem späteren Stefansfeld, errichtet. 1972 schlossen sich die Gemeinden Salem, Mimmenhausen, Neufrach, Buggensegel, Mittelstenweiler, Rickenbach, Tüfingen und Weildorf zu der neuen Gemeinde Salem zusammen, zu der seit 1973 Oberstenweiler und Grasbeuren und ab 1975 auch Beuren gehören.

### Einwohnerentwicklung
Salem ist mit 1702 Einwohnern (Stand: 31. Dezember 2024) nach Mimmenhausen (3755) und Neufrach (2595) der drittgrößte Teilort der Gemeinde Salem.

## Politik
Die Ortsreferentin ist Elisabeth Schweizer.

### Wappen
Das Wappen der ehemals selbstständigen Gemeinde Salem zeigt in Gold einen doppelreihig rot-silbern-geschachten Schrägbalken (Zisterzienserbalken), überdeckt von einem aus dem Unterrand wachsenden goldenen Abtstab mit nach links gekehrter Krümme und silbernem Pannisellus.

## Kultur und Sehenswürdigkeiten

### Bauwerke
- Etwa einen halben Kilometer von Stefansfeld entfernt liegt das Schloss Salem, das ursprünglich ein Zisterzienserkloster war und in dem sich 1920 das Internat Schule Schloss Salem niedergelassen hat.
- In Stefansfeld selbst steht die Kapelle Sancta Maria Victoria, auch Stefansfeld-Kapelle genannt, neben der sich der örtliche Friedhof befindet.

### Freizeit
- Der Schlosssee Salem, der zwischen Mimmenhausen und Stefansfeld liegt und einst eine Kiesgrube war, ist ein gut besuchtes Freizeitangebot in Randlage des Ortsteils.

### Regelmäßige Veranstaltungen
- Jedes Jahr wird traditionell das „Brunnenfest“ am Vatertag vom „Brunnenverein Salem e. V.“ veranstaltet, bei dem rund um den Dorfbrunnen regionale Spezialitäten serviert werden. Am ersten Wochenende der Sommerferien findet das große Schlossseefest statt, das jedes Jahr von mehreren tausend Menschen besucht wird.
- Zudem treten in den Sommermonaten mehrere nationale und internationale Künstler auf einer Open-Air-Bühne im Schlossgelände auf.

### Vereine
Der „Narrenverein Salem e. V.“ ist der älteste Verein in Stefansfeld. 1911 wurden die „Feuerhexen Salem“ gegründet, 1916 stießen die „Faßköpfe“ dazu, zudem gibt es eine Zimmermannsgilde. Die „Faßköpfe“ sind eine Anlehnung an die historischen Holzmasken, die früher an den Weinfässern befestigt waren, um den Winzern zu ermöglichen, den Süßegrad und die Rebsorte zu erkennen, ohne das Fass öffnen zu müssen. So zeigen die Masken entweder ein lächelndes Gesicht (lieblich) oder eine Fratze (trocken), während das Narrenhäß (Kostüm) die Farbe des Weines widerspiegelt.

## Bildung
In Stefansfeld befinden sich, neben der Privatschule Schule Schloss Salem, zudem noch eine öffentliche Förderschule und ein Kindergarten. Grundschüler besuchen die Hermann-Auer-Schule (Neufrach), Fritz-Baur-Grundschule (Mimmenhausen) oder die Grundschule Beuren (Beuren). Weiterführende Schulen in der Umgebung sind u. a. die Gemeinschaftsschule Salem mit der Möglichkeit zum Hauptschul- und Realschulabschluss (Mimmenhausen), das Schulzentrum Überlingen mit Waldorfschule, Gemeinschaftsschule, Gymnasium und Realschule und das Bildungszentrum Markdorf mit einer Realschule und einem Gymnasium.

## Verkehr

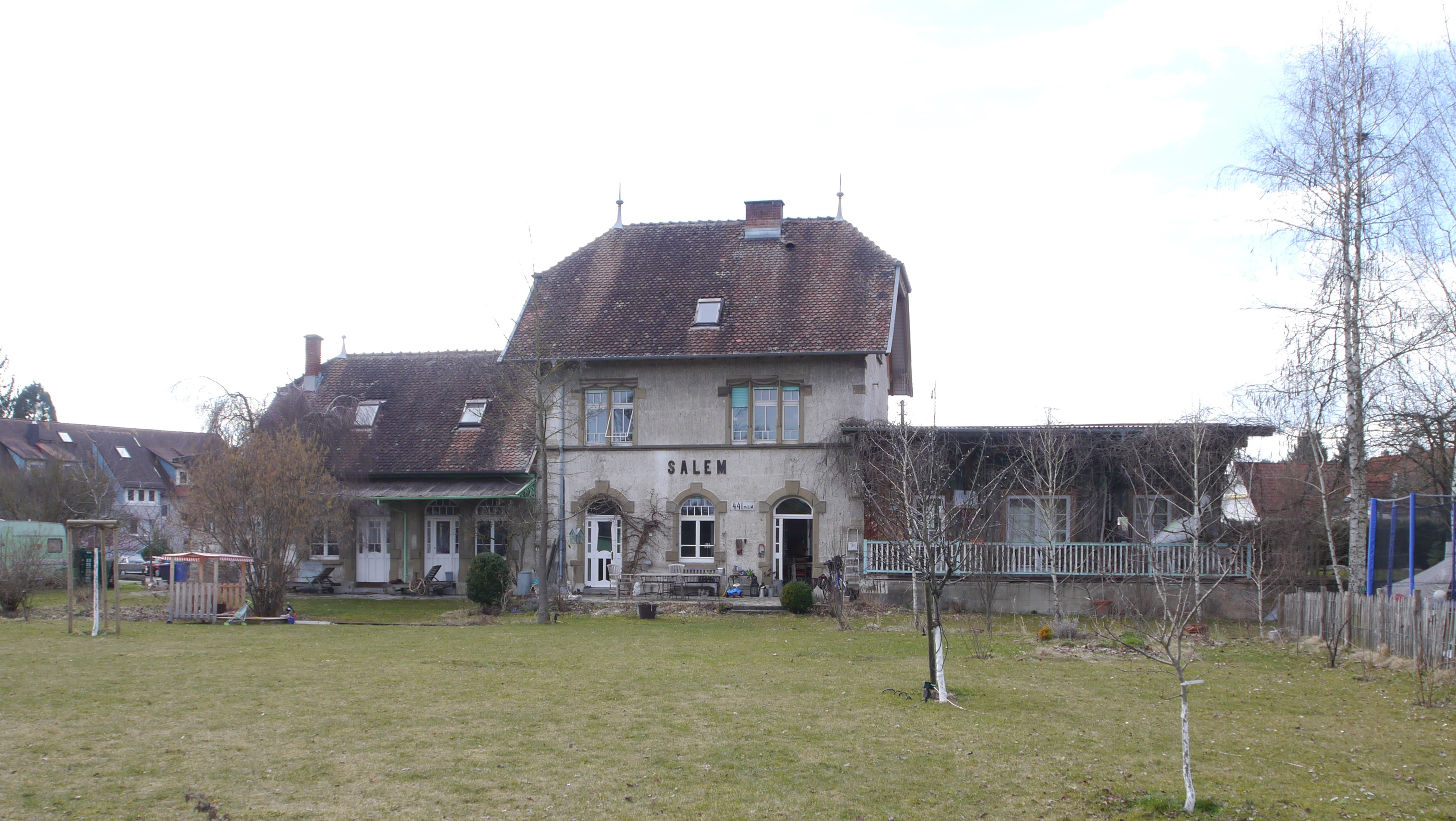
Ehemaliger Bahnhof „Salem Nord“ in Stefansfeld

Der Bahnhof Salem Nord (bis 31. Mai 1986 Salem) im Ortsteil Stefansfeld lag an der Bahnstrecke Mimmenhausen-Neufrach–Frickingen. Der Sonderzug für Königin Elisabeth II. für ihren Staatsbesuch 1965 in Deutschland machte hier, im Rahmen des Besuchs von Schloss Salem durch Queen Elisabeth II., am 22. Mai 1965 Station.